# Чайка-ВМС
«Чайка-ВМС» — український футбольний клуб із міста Севастополя (до 1965 року представляв Балаклаву).
Колишні назви: «Чайка» (до 1970, 1987—1996), «Авангард» (1971—1974), «Хвиля» (1975), «Атлантика» (1976—1986).
Команда виступала в чемпіонатах СРСР і України. Перед початком сезону 1996/1997 знялася зі змагань. Виступав також у чемпіонаті України 2001/2002 років.
| Рік          | Ліга, зона, група   | I   | В  | Н  | П   | РМ      | О   | Місце    |
| ------------ | ------------------- | --- | -- | -- | --- | ------- | --- | -------- |
| 1992 (весна) | Перша ліга, група А | 26  | 7  | 4  | 15  | 19−39   | 18  | 13 із 14 |
| 1992/1993    | Друга ліга          | 34  | 13 | 10 | 11  | 57−45   | 36  | 6 із 18  |
| 1993/1994    | Друга ліга          | 42  | 14 | 9  | 19  | 49−60   | 37  | 15 із 22 |
| 1994/1995    | Друга ліга          | 42  | 16 | 8  | 18  | 42−45   | 56  | 13 із 22 |
| 1995/1996    | Друга ліга, група Б | 38  | 17 | 7  | 14  | 55−39   | 58  | 12 із 20 |
| 2001/2002    | Друга ліга, група Б | 34  | 3  | 5  | 26  | 25−89   | 14  | 18 із 18 |
| Усього       | 6 чемпіонатів       | 216 | 70 | 43 | 103 | 247−317 | 219 |          |